# Saint-Honoré (Seine-Maritime)
Saint-Honoré település Franciaországban, Seine-Maritime megyében. Lakosainak száma 199 fő (2022. január 1.). Saint-Honoré Les Cent-Acres, Muchedent, Sainte-Foy és Torcy-le-Grand községekkel határos.

## Népesség
A település népessége az elmúlt években az alábbi módon változott:
| Lakosok száma | 178  | 202  | 209  | 208  | 204  | 199  | 194  | 197  | 199  |
|               | 2013 | 2015 | 2016 | 2017 | 2018 | 2019 | 2020 | 2021 | 2022 |